# Rivolta libanese del 2008
La rivolta libanese del 2008 ebbe inizio il 7 maggio, dopo diciassette mesi di crisi politica. Il combattimento fu scatenato da una mossa del governo di chiudere la rete di telecomunicazioni di Hezbollah e di rimuovere dall'aeroporto di Beirut il capo della sicurezza Wafīq Shuqeyr (in arabo وفيق شقير‎?) per presunti legami con Hezbollah. Il capo di Hezbollah Hassan Nasrallah ha detto che la decisione del governo di dichiarare la rete del gruppo di telecomunicazioni militari illegali è stata una "dichiarazione di guerra", chiedendo l'immediata revoca.

## Scontri armati

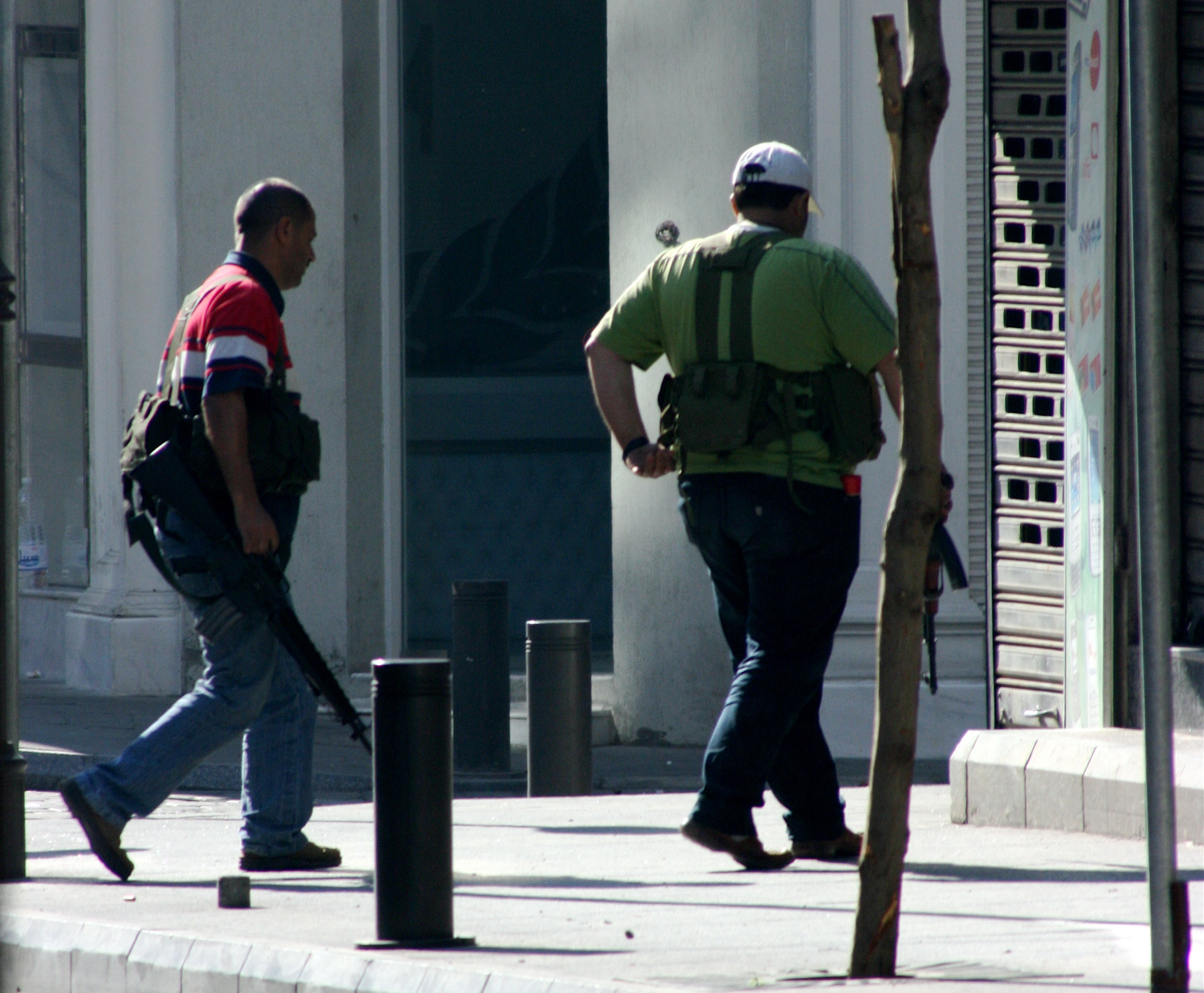
Combattenti armati nei pressi del Crowne Plaza a Beirut il 9 maggio

Combattenti dell'opposizione guidata da Hezbollah hanno preso il controllo di diversi quartieri di Beirut Ovest, scontrandosi con miliziani sunniti del Movimento Futuro fedeli al governo, in battaglie di strada che hanno lasciato 11 morti e 30 feriti. Le aree  sono stati poi consegnate all'esercito libanese. L'esercito ha anche promesso di risolvere la controversia e ha invertito le decisioni del governo, lasciando a Hezbollah preservare la propria rete di telecomunicazioni e recuperare il capo della sicurezza dell'aeroporto.

## Processo di risoluzione
Leader libanesi rivali hanno infine raggiunto un accordo il 21 maggio del 2008 a Doha, per porre fine alla faida politica di 18 mesi che ha quasi portato il paese per una nuova guerra civile.